# Potreritos (Tabasco)
Potreritos es una ranchería del municipio de Paraíso ubicado en la subregión de la Chontalpa del estado mexicano de Tabasco.

## Geografía
La localidad se ubica a 11.9 kilómetros (en dirección noroeste) de la localidad de Paraíso, la cabecera y lugar más poblado del municipio. Se sitúa en las coordenadas geográficas 18°18′41″N 93°16′55″O / 18.311389, -93.281944, a una elevación de 1 metro sobre el nivel del mar.

## Demografía
Según el Conteo de Población y Vivienda 2020, efectuado por el Instituto Nacional de Estadística y Geografía, la localidad de Potreritos tiene 1,392 habitantes, de los cuales 691 son del sexo masculino y 701 del sexo femenino. Su tasa de fecundidad es de 2.74 hijos por mujer y tiene 345 viviendas particulares habitadas.
| Gráfica de evolución demográfica de Potreritos entre 1950 y 2020 |
|                                                                  |
| INEGI.                                                           |